# Frode Estil
Frode Estil   (Namsos, 31 de maig de 1972) és un esquiador de fons noruec, ja retirat, que destacà en els Jocs Olímpics d'Hivern de 2002.

## Biografia
Va néixer el 31 de maig de 1972 a la població de Lierne, situat al comtat de Nord-Trøndelag.
Va participar en els Jocs Olímpics d'Hivern de 2002 realitzats a Salt Lake City (Estats Units), on aconseguí guanyar tres medalles olímpiques: la medalla d'or en les proves dels 20 km. persecució i de relleus 4x10 km, a més d'una medalla de plata en la prova dels 15 quilòmetres. En aquests mateixos Jocs Olímpics finalitzà novè en la prova dels 50 quilòmetres. En els Jocs Olímpics d'Hivern de 2006 realitzats a Torí (Itàlia) aconseguí guanyar la medalla de plata en els 30 km. persecució, a més de finalitzar cinquè en els relleus 4x10 km, setzè en els 15 km i vint-i-vuitè en els 50 quilòmetres.
Al llarg de la seva carrera guanyà nou medalles en el Campionat del Món d'esquí nòrdic, destacant les medalles d'or en les proves de relleus 4x10 km. (2001, 2003 i 2005) i dels 50 quilòmetres (2005).